# Maria Bersano Begey
Maria Bersano Begey (ur. 14 listopada 1879 w Turynie, zm. 18 lipca 1957 w miejscowościu Viu w rejonie Turynu) – włoska polonistka, tłumaczka. Córka Attilia Begey, matka Mariny Bersano Begey.
Działała w Instytucie Kultury Polskiej w Turynie. Przełożyła na język włoski m.in. Dziennik Franciszki Krasińskiej Hoffmanowej, dzieła Iłłakowiczówny, Wierzyńskiego i Staffa. Zajmowała się zarówno poezją średniowieczną (Bogurodzica, Dusza z ciała wyleciała, Lament świętokrzyski) jak i liryką współczesną.

## Publikacje
- 1925 – La spirito e l'azione (przekład pism Towiańskiego)
- 1932 – Canti di Natale (tłumaczenie polskich kolęd)
- 1933 – Lirici della Polonia d'oggi (antologia polskiej poezji)
- 1949 – La Polonia in Italia. Saggio Bibliografico (bibliografia dla polonistów)